# Фиероцо
Фиеро̀цо (на италиански: Fierozzo; на немски: Florutz, Флорутц) е село и община в Северна Италия, автономна провинция Тренто, автономен регион Трентино-Южен Тирол. Административен център на общината е село Сан Феличе (San Felice), което е разположено на 1127 m надморска височина. Населението на общината е 479 души (към 2018 г.).